# بکدورف
بکدورف (به آلمانی: Beckdorf) یک شهر در آلمان است که در آپنزن واقع شده‌است. بکدورف ۲٬۵۴۵ نفر جمعیت دارد.